# Theodóra Gkountoúra
Theodóra Gkountoúra (ou Goundoúra, en grec moderne : Θεοδώρα Γκουντούρα) née le 14 mars 1997, est une escrimeuse grecque. Elle pratique le sabre. Elle a remporté une médaille de bronze aux championnats du monde d'escrime.

## Carrière
En 2017, Gkountoúra se révèle en atteignant les demi-finales du championnat d'Europe junior à Plovdiv, perdant d'une touche contre Liza Pusztai. La cité bulgare lui réussit puisqu'un mois plus tard elle y atteint la finale des championnats du monde junior, qu'elle perd face à la jeune Mexicaine Natalia Botello. 
A la faveur de très bons résultats dans les grands championnats, elle progresse rapidement au classement. En 2018, elle est quart de finaliste des championnats d'Europe et des championnats du monde. Elle y perd respectivement contre Marta Puda (12-15) et Anne-Elizabeth Stone (14-15).
En 2019, elle se rapproche des podiums, avec deux quarts de finale en coupe du monde à Salt Lake City et Athènes, mais ne parvient pas à passer ce stade. Elle s'offre finalement son premier podium international lors de la meilleure compétition possible, aux championnats du monde, terrassant l'Italienne Martina Criscio (15-14), les Françaises Manon Brunet (15-6) et Cécilia Berder (15-13) avant de céder, en demi-finale, contre Sofia Velikaïa (11-15). En remportant cette première médaille personnelle, Gkountoúra offre à la Grèce sa première médaille dans la compétition, une performance que Vassilikí Vouyioúka, l'autre grande sabreuse grecque, n'avait jamais réalisée.
Depuis 2022, elle est engagée comme partenaire de compétition au sein de l’équipe féminine du CE Clamart et participe donc régulièrement aux épreuves de National 1 en France.
Le 30 avril 2023, Theodóra Gkountoúra monte sur la plus haute marche du podium du Grand Prix de Séoul, épreuve qualificative pour les Jeux olympiques de 2024, surpassant en finale la Française Sara Balzer (15-11).
Elle obtient la médaille de bronze en sabre individuel aux Jeux européens de 2023 à Cracovie. Lors de la saison de Coupe du monde 2023-2024, elle monte sur le podium des épreuves d'Alger et Sint-Niklaas, et s'assure la 3e place au classement mondial à la clôture de la période de qualification olympique. Cette place lui offre un billet pour les Jeux, aux dépens notamment de sa compatriote Déspina Georgiádou, cinquième du classement.

## Palmarès
- Championnats du monde d'escrime
  -  Médaille de bronze aux championnats du monde d'escrime 2019 à Budapest
  -  Médaille de bronze aux championnats du monde d'escrime 2023 à Milan
- Coupe du monde d'escrime
  -  Première au Grand prix de Séoul en 2023
- Jeux européens
  -  Médaille de bronze aux Jeux européens de 2023 à Cracovie

## Classement en fin de saison
| Année | 2015 | 2016 | 2017 | 2018 | 2019 | 2020 | 2021 | 2022 | 2023 |
| ----- | ---- | ---- | ---- | ---- | ---- | ---- | ---- | ---- | ---- |
| Rang  | 212  | 122  | 77   | 22   | 11   | 13   | 17   | 6    | 3    |